# Кюрдгаджи
Кюрдгаджи (азерб. Kürdhacı) — село у Лачинському районі Азербайджану. Село розташоване за 41 км на північний захід від районного центру, міста Лачина. Сільраді Кюрдгаджи також підпорядковуються сусідні села Гаджисамли та Арикли.
З 1992 по 2020 рік було під Збройні сили Вірменії окупацією і називалось Мовсесашен (вірм. Մովսէսաշեն), входячи в Кашатазький район невизнаний Нагірно-Карабаська Республіка. 1 грудня 2020 в ході Другої карабаської війни села було звільнено Збройні сили Азербайджану. (вірмени трактують це як окупацію). 